# Birr (Argovie)
Pour les articles homonymes, voir Birr (homonymie).
Birr est une commune suisse du canton d'Argovie, située dans le district de Brugg.

Vue aérienne (1963).

## Patrimoine bâti
Église protestante élevée par Abraham Dünz l'Aîné (1662).